# Nazionale maschile di pallavolo dell'Argentina
La nazionale di pallavolo maschile dell'Argentina è una squadra sudamericana composta dai migliori giocatori di pallavolo dell'Argentina ed è posta sotto l'egida della Federazione pallavolistica dell'Argentina.

## Rosa
Segue la rosa dei giocatori convocati per i Giochi della XXXIII Olimpiade.
| N° | Nome              | Ruolo | Data di nascita   | Squadra            |
| -- | ----------------- | ----- | ----------------- | ------------------ |
| 1  | Matías Sánchez    | P     | 20 settembre 1996 | Ślepsk Suwałki     |
| 3  | Jan Martínez      | S     | 28 gennaio 1998   | Trefl Gdańsk       |
| 7  | Facundo Conte     | S     | 25 agosto 1989    | Ciudad             |
| 8  | Agustín Loser     | C     | 12 ottobre 1997   | Powervolley Milano |
| 9  | Santiago Danani   | L     | 12 dicembre 1995  | Fakel              |
| 12 | Bruno Lima        | O     | 4 febbraio 1996   | BVC                |
| 13 | Ezequiel Palacios | S     | 2 ottobre 1992    | Montpellier        |
| 15 | Luciano De Cecco  | P     | 2 giugno 1988     | Lube               |
| 16 | Pablo Kukartsev   | O     | 25 marzo 1993     | Tourcoing          |
| 17 | Luciano Vicentín  | S     | 4 aprile 2000     | Ziraat Bankası     |
| 18 | Martín Ramos      | C     | 26 agosto 1991    | Guaguas            |
| 21 | Luciano Palonsky  | S     | 8 luglio 1999     | Barkom-Kažany      |
| 22 | Nicolás Zerba     | C     | 13 giugno 1999    | Stal Nysa          |

## Risultati

### Competizioni FIVB
| 1964 | non qualificata | -            |
| 1968 | non qualificata | -            |
| 1972 | non qualificata | -            |
| 1976 | non qualificata | -            |
| 1980 | non qualificata | -            |
| 1984 | 6º posto        | Convocazioni |
| 1988 | 3º posto        | Convocazioni |
| 1992 | non qualificata | -            |
| 1996 | 8º posto        | Convocazioni |
| 2000 | 4º posto        | Convocazioni |
| 2004 | 5º posto        | Convocazioni |
| 2008 | non qualificata | -            |
| 2012 | 5º posto        | Convocazioni |
| 2016 | 5º posto        | Convocazioni |
| 2020 | 3º posto        | Convocazioni |
| 2024 | 11º posto       | Convocazioni |

| 1949 | non qualificata | -            |
| 1952 | non qualificata | -            |
| 1956 | non qualificata | -            |
| 1960 | 11º posto       | Convocazioni |
| 1962 | non qualificata | -            |
| 1966 | non qualificata | -            |
| 1970 | non qualificata | -            |
| 1974 | non qualificata | -            |
| 1978 | 22º posto       | Convocazioni |
| 1982 | 3º posto        | Convocazioni |
| 1986 | 7º posto        | Convocazioni |
| 1990 | 6º posto        | Convocazioni |
| 1994 | 14º posto       | Convocazioni |
| 1998 | 11º posto       | Convocazioni |
| 2002 | 6º posto        | Convocazioni |
| 2006 | 13º posto       | Convocazioni |
| 2010 | 9º posto        | Convocazioni |
| 2014 | 11º posto       | Convocazioni |
| 2018 | 15º posto       | Convocazioni |
| 2022 | 8º posto        | Convocazioni |

| 2018 | 14º posto | Convocazioni |
| 2019 | 7º posto  | Convocazioni |
| 2021 | 9º posto  | Convocazioni |
| 2022 | 9º posto  | Convocazioni |
| 2023 | 5º posto  | Convocazioni |
| 2024 | 8º posto  | Convocazioni |
| 2025 | 13º posto | Convocazioni |

| 1965 | non qualificata | -            |
| 1969 | non qualificata | -            |
| 1977 | non qualificata | -            |
| 1981 | non qualificata | -            |
| 1985 | 5º posto        | Convocazioni |
| 1989 | non qualificata | -            |
| 1991 | non qualificata | -            |
| 1995 | 7º posto        | Convocazioni |
| 1999 | 9º posto        | Convocazioni |
| 2003 | non qualificata | -            |
| 2007 | 7º posto        | Convocazioni |
| 2011 | 7º posto        | Convocazioni |
| 2015 | 5º posto        | Convocazioni |
| 2019 | 5º posto        | Convocazioni |
| 2023 | non qualificata | -            |

### Competizioni CSV
| 1951 | 4º posto        | Convocazioni |
| 1956 | non qualificata | -            |
| 1958 | 4º posto        | Convocazioni |
| 1961 | 3º posto        | Convocazioni |
| 1962 | 2º posto        | Convocazioni |
| 1964 | 1º posto        | Convocazioni |
| 1967 | non qualificata | -            |
| 1969 | 5º posto        | Convocazioni |
| 1971 | 3º posto        | Convocazioni |
| 1973 | 2º posto        | Convocazioni |
| 1975 | 3º posto        | Convocazioni |
| 1977 | 3º posto        | Convocazioni |
| 1979 | 5º posto        | Convocazioni |
| 1981 | 2º posto        | Convocazioni |
| 1983 | 2º posto        | Convocazioni |
| 1985 | 3º posto        | Convocazioni |
| 1987 | 2º posto        | Convocazioni |
| 1989 | 2º posto        | Convocazioni |
| 1991 | 2º posto        | Convocazioni |
| 1993 | 2º posto        | Convocazioni |
| 1995 | 2º posto        | Convocazioni |
| 1997 | 3º posto        | Convocazioni |
| 1999 | 2º posto        | Convocazioni |
| 2001 | 2º posto        | Convocazioni |
| 2003 | 3º posto        | Convocazioni |
| 2005 | 2º posto        | Convocazioni |
| 2007 | 2º posto        | Convocazioni |
| 2009 | 2º posto        | Convocazioni |
| 2011 | 2º posto        | Convocazioni |
| 2013 | 2º posto        | Convocazioni |
| 2015 | 2º posto        | Convocazioni |
| 2017 | 3º posto        | Convocazioni |
| 2019 | 2º posto        | Convocazioni |
| 2021 | 2º posto        | Convocazioni |
| 2023 | 1º posto        | Convocazioni |

### Competizioni zonali
| 1955 | non qualificata | -            |
| 1959 | non qualificata | -            |
| 1963 | 3º posto        | Convocazioni |
| 1967 | 7º posto        | Convocazioni |
| 1971 | 6º posto        | Convocazioni |
| 1975 | non qualificata | -            |
| 1979 | non qualificata | -            |
| 1983 | 3º posto        | Convocazioni |
| 1987 | 4º posto        | Convocazioni |
| 1991 | 3º posto        | Convocazioni |
| 1995 | 1º posto        | Convocazioni |
| 1999 | 4º posto        | Convocazioni |
| 2003 | non qualificata | -            |
| 2007 | 6º posto        | Convocazioni |
| 2011 | 3º posto        | Convocazioni |
| 2015 | 1º posto        | Convocazioni |
| 2019 | 1º posto        | Convocazioni |

| 2006 | non qualificata | -            |
| 2007 | non qualificata | -            |
| 2008 | non qualificata | -            |
| 2009 | non qualificata | -            |
| 2010 | 2º posto        | Convocazioni |
| 2011 | 7º posto        | Convocazioni |
| 2012 | 2º posto        | Convocazioni |
| 2013 | 3º posto        | Convocazioni |
| 2014 | 3º posto        | Convocazioni |
| 2015 | 2º posto        | Convocazioni |
| 2016 | 2º posto        | Convocazioni |
| 2017 | 1º posto        | Convocazioni |
| 2018 | 1º posto        | Convocazioni |
| 2019 | 2º posto        | Convocazioni |

| 1978 | 1º posto        | Convocazioni |
| 1982 | 1º posto        | Convocazioni |
| 2010 | 1º posto        | Convocazioni |
| 2014 | 1º posto        | Convocazioni |
| 2018 | 1º posto        | Convocazioni |
| 2022 | non qualificata | -            |

### Competizioni estinte
| 1990 | non qualificata | -            |
| 1991 | non qualificata | -            |
| 1992 | non qualificata | -            |
| 1993 | non qualificata | -            |
| 1994 | non qualificata | -            |
| 1995 | non qualificata | -            |
| 1996 | 7º posto        | Convocazioni |
| 1997 | 8º posto        | Convocazioni |
| 1998 | 9º posto        | Convocazioni |
| 1999 | 6º posto        | Convocazioni |
| 2000 | 8º posto        | Convocazioni |
| 2001 | 13º posto       | Convocazioni |
| 2002 | 9º posto        | Convocazioni |
| 2003 | non qualificata | -            |
| 2004 | non qualificata | -            |
| 2005 | 10º posto       | Convocazioni |
| 2006 | 7º posto        | Convocazioni |
| 2007 | 13º posto       | Convocazioni |
| 2008 | non qualificata | -            |
| 2009 | 5º posto        | Convocazioni |
| 2010 | 5º posto        | Convocazioni |
| 2011 | 4º posto        | Convocazioni |
| 2012 | 10º posto       | Convocazioni |
| 2013 | 6º posto        | Convocazioni |
| 2014 | 13º posto       | Convocazioni |
| 2015 | 11º posto       | Convocazioni |
| 2016 | 10º posto       | Convocazioni |
| 2017 | 10º posto       | Convocazioni |

| 1993 | non qualificata | -            |
| 1997 | non qualificata | -            |
| 2001 | 6º posto        | Convocazioni |
| 2005 | non qualificata | -            |
| 2009 | non qualificata | -            |

| 1998 | 2º posto | Convocazioni |
| 1999 | 3º posto | Convocazioni |
| 2000 | 4º posto | Convocazioni |
| 2001 | 3º posto | Convocazioni |
| 2005 | 4º posto | Convocazioni |
| 2007 | 4º posto | Convocazioni |
| 2008 | 4º posto | Convocazioni |